# Giovanni Battista Manni

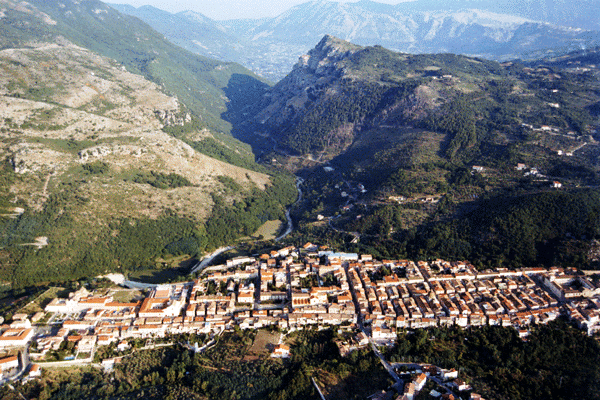
Cerreto Sannita: maggiore opera urbanistica del Manni

Giovanni Battista Manni (Napoli, ... – Napoli, 1728) è stato un architetto, ingegnere e urbanista italiano.

## Biografia

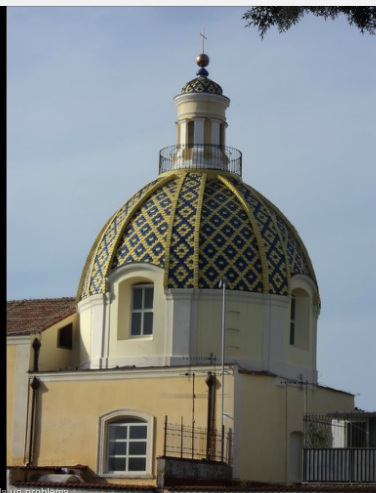
Cupola del santuario di San Sebastiano Martire, San Sebastiano al Vesuvio

Fu uno fra gli architetti napoletani più attivi della seconda metà del Seicento e dell'inizio del Settecento. Una prima notizia del Manni come ingegnere risale al 1681, quando egli eseguì una copia del disegno della facciata di Cosimo Fanzago della chiesa della Certosa di San Martino per ordine dei monaci certosini. A Napoli fu attivo specie nelle opere di ricostruzione dopo il terremoto del Sannio del 1688, nello stesso anno si occupò, fino al successivo decennio, di portare a compimento il Pio Monte della Misericordia, già iniziato a metà del secolo da Francesco Antonio Picchiatti, suo maestro. Suoi sono i progetti della Chiesa del Divino Amore e il completamento delle chiese della Croce di Lucca e di quella di San Giuseppe delle Scalze e inoltre Manni è autore di un documento reale datato 1679 dove sono disegnate tutte le planimetrie degli edifici sacri appartenenti all'ordine di Malta di Capua, Salerno e altre città del regno.
Nel 1688 venne chiamato dal conte Marzio Carafa per progettare il nuovo centro abitato di Cerreto Sannita, a seguito delle distruzioni causate dal terremoto. Il progetto urbanistico redatto dall'ingegnere, impostato su di un impianto regolare, avvenne due secoli dopo quello di Pienza e cinque anni prima quello di Noto. Il Manni vi progettò anche la Collegiata di San Martino e le Carceri. Sul finire del XVII secolo fu attivo presso il santuario di San Sebastiano Martire a San Sebastiano al Vesuvio, dove progettò la cupola in stile nettamente fanzaghiano. Dal 1694 al 1700 fu impegnato nei lavori di ristrutturazione di Palazzo Cellamare su ordine del principe di Cellamare e duca di Giovinazzo Antonio Giudice. 

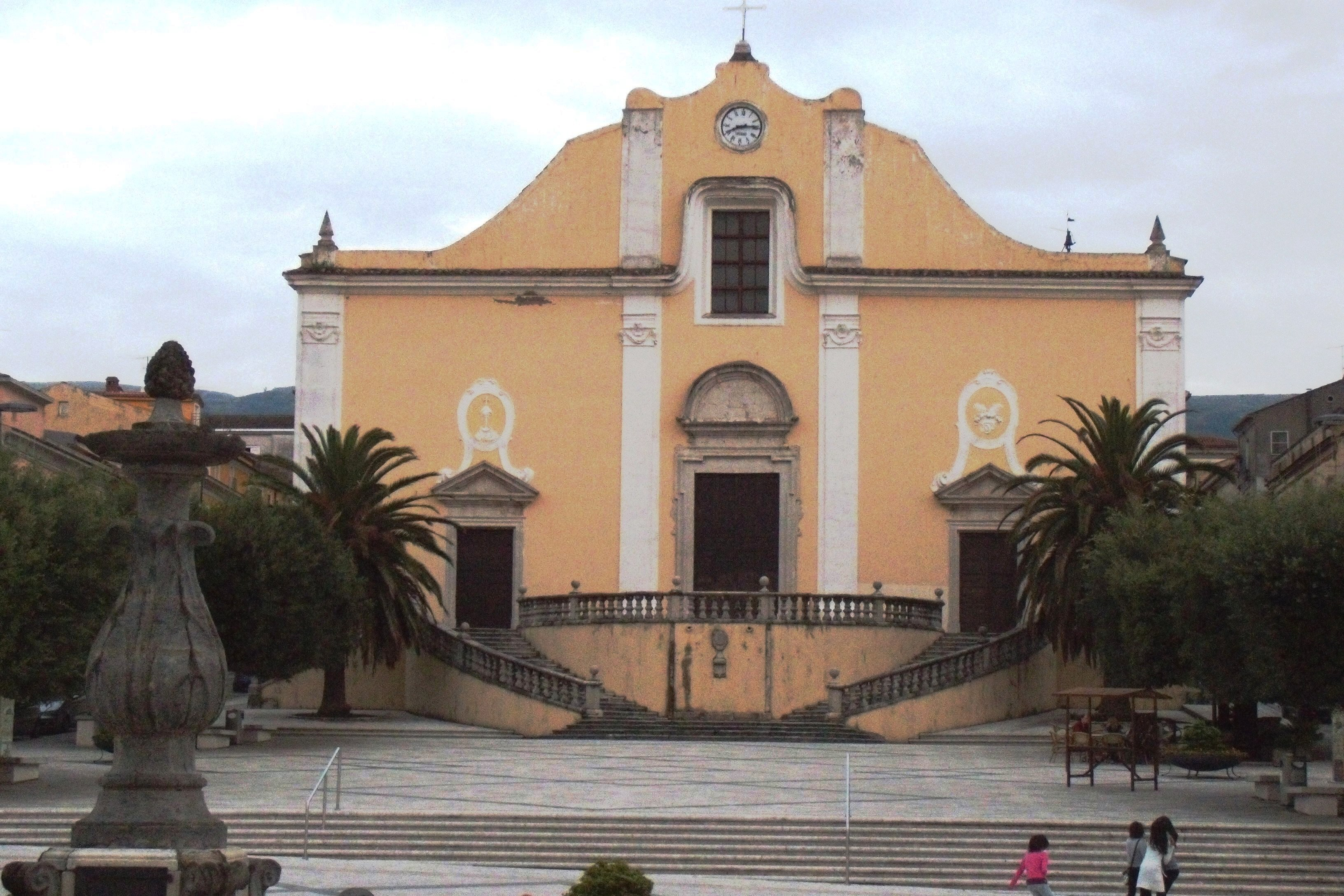
Collegiata di San Martino, Cerreto Sannita

Anche il figlio Costantino Manni divenne architetto, ingegnere del Regno e tavolario del Sacro Regio Consiglio. Nella sua tenuta agricola di San Sebastiano al Vesuvio, sullo stile paterno, progettò la cappella gentilizia dedicata a San Vito Martire. Fu consacrata nel 1744 dal figlio sacerdote don Giuseppe Manni.